# Ordine della libertà (Ucraina)
L'Ordine della libertà (in ucraino Орден Свободи?, Orden Svobody) è un'onorificenza ucraina.

## Storia
L'Ordine è stato fondato il 10 aprile 2008. Al 2024 è stato concesso 82 volte, delle quali 28 a cittadini stranieri.

## Insegne
- L'insegna è di argento dorato e ha la forma di una croce. La croce è coperta di smalto bianco ed è decorato con quattro cristalli "Swarovski" artificiali rettangolari. Al centro della croce vi è un medaglione rotondo smaltato di blu con il monogramma di Volodymyr il Grande, emblema dell'Ucraina, incorniciato da una corona di alloro. Il medaglione è incorniciato da un doppio contorno decorativo. Gli angoli della croce sono incorniciati da disegni floreali stilizzati. Tutte le immagini sono rilievo.
- Il nastro è bianco con sottili bordi rossi e con al centro due fasce, una blu e l'altra gialla con sulla sinistra una sottile fascia gialla e sulla destra una sottile fascia blu.